# Espada de San Cosme y San Damián

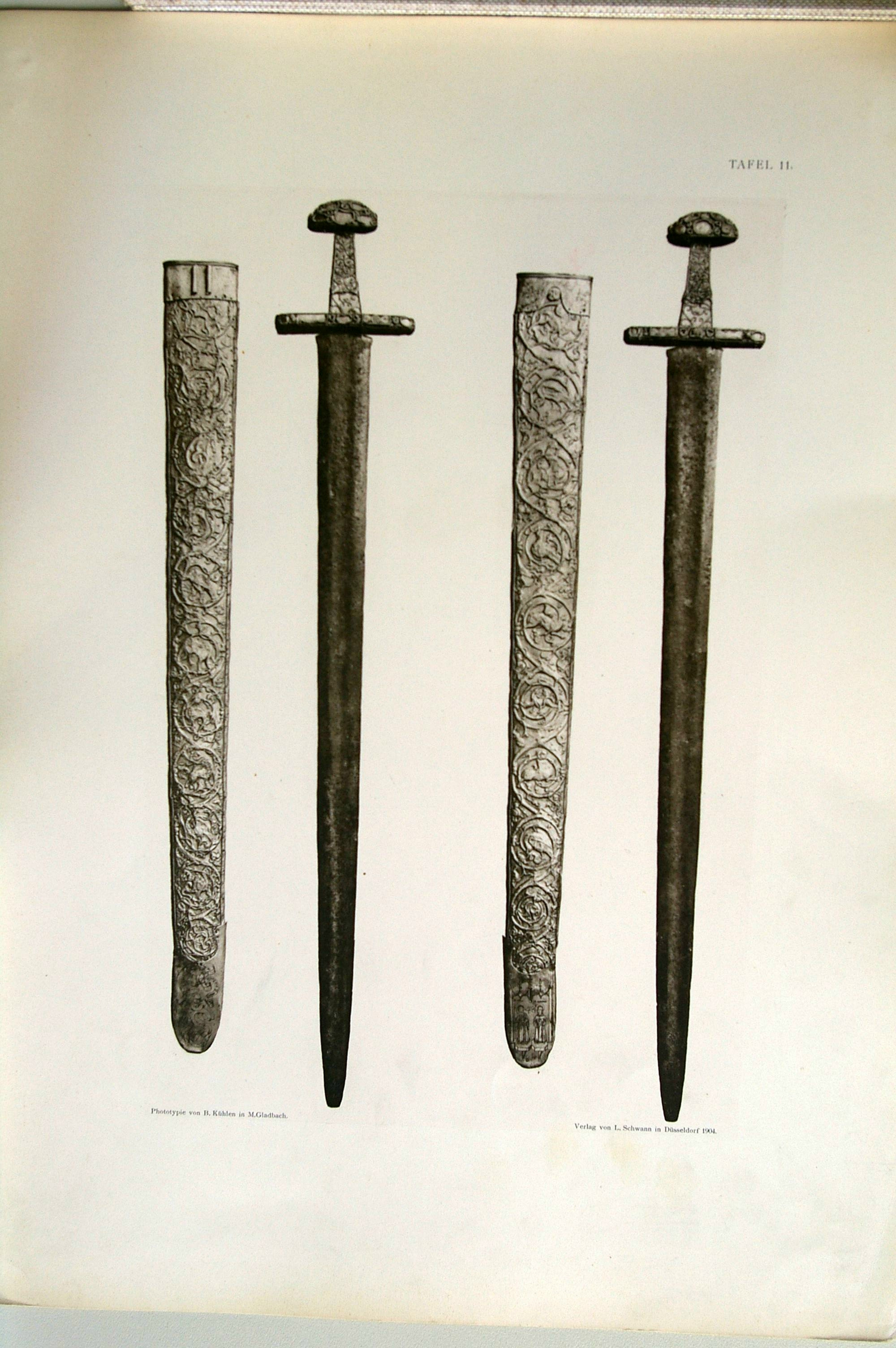
La espada y su funda, vista de frente y posterior.

La Espada de San Cosme y San Damián, también denominada Espada de Essen es una espada de uso sacramental que fue durante mucho tiempo propiedad de las Abadesas del Convento Damenstifts, en Essen, Alemania.

## Generalidades
La espada, no sólo única como objeto histórico sino por su estado de conservación y por su calidad artística, fue originalmente un regalo del rey Otón III hacia el año 914 d. C., y hoy se encuentra expuesta, dentro de su funda recamada de oro, en la cámara del tesoro de la catedral de Essen. No existen datos ni documentos históricos sobre la procedencia de la espada en ese periodo.

## Historia
A finales del sigo XV aparecen en la ciudad las primeras manifestaciones documentadas del fervor religioso que el objeto despertaba, atribuido a su supuesta intervención en la decapitación de los mártires cristianos San Cosme y San Damián, médicos y hermanos. Los dos hermanos, según la tradición cristiana, fueron torturados, quemados vivos y aseteados por orden de Diocleciano sobre el año 300 d. C., pero sobreviviendo a todos los martirios por intervención divina, sus verdugos decidieron separar las cabezas de sus troncos por medio de una espada, decapitándoles.
La tradición oral relata que ambos hermanos, mártires y hoy patrones de los cirujanos, ejercieron siempre su profesión sin cobrar a los enfermos (anargiros o enemigos del dinero). Naturales de Arabia, uno de sus milagros más conocidos fue el trasplante de la pierna de un criado negro muerto poco antes a un enfermo. Los hermanos, gemelos según algunas fuentes, vivían en Aegeae, en la costa de la bahía de Alejandreta de Cilicia. Fueron encarcelados por Lisias, el gobernador de Cilicia y tras su decapitación quedaron sepultados en Cirrhus, Siria, ciudad ésta que llegó a ser el centro principal de su culto. 
La espada utilizada para la decapitación es la espada que los habitantes de Essen creían tener en su poder, alentados por la inscripción que reza en ella: Gladius cum quo decollati fuerunt nostri patroni ("La espada con la que nuestros patronos fueron decapitados"), así como a los ornamentos y figuras del gótico tardío que muestra la banda que ciñe la vaina. La Relación de Reliquias de Essen, del 12 de julio de 1626, registra la espada con el número 55 como Gladius sanctorum Cosmae et Damiani. Como reliquia, fue llevada ceremonialmente en numerosas procesiones de aquella época.
Se estima por parte de los historiadores que la espada tuvo en un principio un uso ritual y no sacramental. Pudo usarse, llevándola en un cojín delante de su persona, como símbolo de los derechos imperiales de las primeras Abadesas del Stift, ya que éstas provenían de la Casa imperial. Sus sucesoras mantuvieron esa tradición, pese a no tener ascendencia imperial, hasta que el ritual perdió su razón de ser, pasando entonces de ser símbolo del poder imperial, a reliquia sacramental.

El escudo de la ciudad de Essen, con la espada de San Cosme y San Damián.

Todavía en el siglo XVII, se conservaba por parte de las Abadesas la costumbre de portar la espada en las fechas más señaladas. En la toma de posesión de la última Abadesa Maria Kunigunde von Sachsen, la precendia en la marcha ceremonial el Hofmarschall de la ciudad, espada en mano.
La religiosidad que despertaba la reliquia en la población de la ciudad de Essen era tal, que pese a la Reforma y los cambios políticos la espada mantuvo su figura en el escudo de la ciudad desde el año 1473, el primero del que se tiene constancia documental de su presencia en él.
Con el proceso de secularización de 1803 que terminó con el cierre del Stift, la espada pasó, al igual que otras reliquias, a ser custodiadada por la Comunidad Religiosa de Essen, donde permaneció hasta la fundación del Obispado del Ruhr en 1958, para ser finalmente cedida a la sala del tesoro de la Catedral, donde se encuentra actualmente.